# Brygada Chiram
769 Brygada Chiram (hebr. ‏עוצבת חִירָם‎, Chetiwat Chiram) – rezerwowy związek taktyczny piechoty Sił Obronnych Izraela. Brygada podlega Dowództwu Północnemu.

## Historia
Brygada została utworzona w 1974 i w cztery lata później prowadziła działania operacji Litani. Podczas wojny libańskiej (1982–1985) uczestniczyła w walkach w Libanie. Obecnie odpowiada za bezpieczeństwo granicy izraelsko-libańskiej (tzw. Niebieska Linia).

## Struktura
Brygada Chiram wchodzi w skład 91 Dywizji Galil, i podlega rozkazom Dowództwa Północnego.
Sztab brygady znajduje się w bazie wojskowej Gibor, natomiast centrum logistyczne w bazie wojskowej Bet Hillel.